# Sobre lo infinito
Sobre lo infinito (sueco: Om det oändliga, inglés: About Endlessness) es una película sueca de drama y fantasía de 2019 dirigida por Roy Andersson. Fue seleccionada para competir para el León De Oro en el 76.º Festival Internacional de Cine de Venecia. La película ganó el León de Plata por Mejor Dirección.

## Reparto
- Conny Bloque como Sverker Ohlsson
- Jessica Louthander como El Narrador
- Martin Serner como El Sacerdote
- Lesley Leichtweis Bernardi como La Señorita en la estación de tren
- Ania Nova (como Anna Sedunova) como La chica en el tren
- Tatiana Delaunay como La Mujer Levitando
- Anders Hellström Como El Hombre Levitando
- Magnus Wallgren Cuando Adolf Hitler
- Pablo Fernandez-Moreno cuando El Hombre que mató a su hija
- Bengt Bergius como Psiquiatra
- Karin Engman como La Madre
- Roger Hanning cuando Martin Bormann
- Jan-Eje Ferling como El Hombre en la Escalera
- Thore Flygel como El Dentista
- Anton Forsdik como Hermano
- Fanny Forsdik como Hermana
- Amanda Davies como Estudiante

## Recepción
Sobre lo infinito recibió reseñas positivas de críticos. En octubre de 2021, el 94% de las 102 reseñas compiladas en Rotten Tomatoes son positivos, con una calificación promedio de 8.1/10. El consenso crítico del sitio dice: "Sobre lo infinito ve al escritor-director Roy Andersson inspeccionando la condición humana con la misma cantidad de impactante claridad, ternura, y un inexpresivo ingenio existencial." En Metacritic,  tiene una calificación promedio de 87/100, basado en treinta reseñas de críticos, indicando "aclamación universal".